# 艾爾凡斯·艾力克
艾爾凡斯·艾力克（Alphonse Elric）是《鋼之鍊金術師》的第二男主角。

## 概要

### 在漫画和电视动画第二作中的登场
簡稱「艾爾」，出場時14歲。性格與哥哥愛德華（愛德）相反，遺傳著母親溫柔、善解人意、有愛心的性格。喜歡收養街上被遺棄的小動物如貓狗，但總被兄長反對。心靈不及愛德華般強大，但仍十分堅強；據愛德講，二人打架時艾爾從沒輸過。
出生於利塞布尔，年幼喪母，父親出門遠走；為了能再看見母親的微笑，與兄長著力研究人體鍊成。後因一次洪水遇上了泉·卡迪斯並拜其為師；兄弟二人於荒島上領悟「一為全，全為一」的真諦。十歲時與愛德進行人體鍊成，因為想感受母親的溫暖，被真理帶走能感受溫暖的身體。愛德以右臂為代價，在附近一副鎧甲後頸內側畫上血印，用鍊金術把阿爾靈魂固定在它上面。由於靈魂依靠血印與鎧甲連通，若血印被完全破壞，靈魂亦會消失，因此阿爾不能游泳。
艾爾雖然也打開過真理之門，卻因為失去身體加上被愛德喚回靈魂而導致失憶，所以在故事開頭無法進行不畫陣鍊成。在愛德燒毀老家並考獲國家鍊金術師資格後，二人一同到處尋找賢者之石。在里歐爾事件後，因修·塔卡一家的事情心情低落，跟哥哥立志阻止同類事情繼續發生。跟愛德合作對抗傷疤人襲擊慘敗，回家修理後再次返回中央，並在第五研究所跟66號交戰，被其說話影響一度以為自己是被愛德創造出來的。消除誤會後跟愛德到南方尋找師傅，坦承自己嘗試人體鍊成失敗才落得如此下場，之後兄弟被逐出師門，改為與卡迪斯夫婦成為朋友繼續住在他們家裡。
古利德為了長生不老綁架阿爾，其部下馬黛爾為了限制阿爾行動走進盔甲裡面。因為總統金格·布拉德雷的介入，古利德的手下幾乎全滅；而馬黛爾的死亡令阿爾回復真理之門內的記憶，此後可以不畫陣進行鍊成。在愛德維修機械鎧時遇上新國王子姚麟一行人，被纏著一起回中央。愛德由家鄉回來後告知自己肉體雖在真理之門內，但當初在企圖鍊成母親時用二人血液混合，導致二人靈魂連繫，故肉體維繫全憑哥哥飲食和睡眠補充。在愛德查知當初鍊成的並非母親後，二人因為沒有傷害母親及他人而感到釋懷。
愛德為作進一步調查設計引傷疤人追殺他，成功引出人造人，並在姚麟和莉莎協助下抓住庫拉多尼。後來愛德等被庫拉多尼吞掉，阿爾著其帶他見父親大人（燒瓶裡的小人），在見著時愛德剛好從庫拉多尼身上逃脫。混戰後因張梅等介入而逃出，見過已知是人造人的布拉德雷後帶張梅到諾克斯醫生處療傷。張梅悄悄離開後，與愛德一路往北追尋她以了解鍊丹術的奧秘。在北方邊境遇上阿姆斯壯少校之姊奧莉薇·米拉·阿姆斯壯少將，並一同大戰斯洛烏斯。因中央軍進佔而向少將坦白一切，並跟隨愛德接受軍方任務。在脫離金普利控制一役中感化合成獸傑爾森及桑巴諾；及後因為要阻止溫莉及傷疤人等回去已被中央軍控制的北方要塞，穿過暴風雪跟他們匯合，之後與張梅、馬可和斯卡合力解讀斯卡兄長留下的研究報告，了解以逆轉鍊成陣修正鍊金術的方法。
跟傷疤人等佈下了陣勢，使馬可能把恩維縮成本體。與溫莉到達里歐爾遇上父親霍恩海姆，並被告知一切。後來身體被普萊德侵佔並受控，在父親幫助下獲救，並故意把自己及普萊德困在一起。但卻沒發現普萊德一直敲打其頭盔，是為了引金普利前來。為了保護海因凱爾而被金普利及普萊德圍攻，劣勢下憑海因凱爾身上的賢者之石打倒金普利後逃走。跟眾人趕至中央後被父親大人拉走成為人柱，見証其發動國土鍊成陣。過程中遇見自己的身體，但因為要回去幫助愛德而拒絕與之合一。
隨著霍恩海姆和傷疤人的鍊成陣先後出爐，並破解了父親大人的國土鍊成陣，父親大人回到地面並使出殺著，艾爾為保護張梅導致盔甲嚴重受損而無法站立，愛德的機械臂亦被打掉。為了拯救兄長，在張梅幫忙下以自己的靈魂向真理換回愛德右臂，使愛德能重新使用鍊金術打敗父親大人。之後愛德以自己的真理之門為代價，換回阿爾身體，二人養好傷後回到故鄉跟溫莉見面，並在那裡繼續待了兩年。
結局裡跟傑爾森與桑巴諾一起東行，去新國學習鍊丹術。後來一幅照片裡，跟張梅、愛德夫婦及小孩子合照。

### 在电视动画第一作及其衍生作品中的登场
在动画第一作中同時作為旁白敘述故事，在兄弟二人進入第五研究所（第21話）前的情節大致同原作，但細節設定有所不同：
- 母親在艾爾九歲時過世。與愛德進行人體鍊成失敗時遇上馬斯丹中校來訪，並提議二人參加國家鍊金術師資格考試。愛德燒毀老家後與他一同前往中央，途中阻止馬茲哈爾固定少女靈魂在人偶的計劃，又在火車上協助修茲打敗「青之團」，救援哈古洛准將有功而破格獲准報考。
- 兄弟為了備試跟馬斯丹去見修·塔卡一家，並曾與妮娜見證休斯女兒出生。與愛德通過了資格試的筆試，但被馬斯丹以守秘為由勸阻繼續考面試和實用技[1]。
- 在愛德考取國家鍊金術師資格後，經歷了妮娜之死及巴利屠夫事件。三年內先後到過尤斯威爾（11歲，第9話）、利奧爾（14歲，第1-2話）、水之都－阿庫羅亞（第10話）、傑諾塔姆（第11-12話）等地行動[2]。與愛德在東部尋訪馬可醫生時首次遇上斯卡追擊，並在馬可口中得知伊修巴爾內亂的經過。
- 在第五研究所得斯卡阻止66號攻擊，之後被人造人脅持，迫愛德把死囚鍊成賢者之石，最後在斯卡和中央軍幫助下脫險。在誤會愛德而出走後，與伊修巴爾貧民窟少年到達下水道聚居處；憑羅斯的消息，與斯卡追尋擄走小孩的僱傭兵基地，最後和愛德消除誤會並跟斯卡合力打敗僱傭兵和66號。之後兄弟開始與雲尼踏上旅程。
- 在拉修山谷與愛德和雲尼遇到追尋而至的卡迪斯夫婦，與愛德一同被綁回達布里斯，並送到二人拜師時修行的約克島上（第28話）。

動畫在第28話兄弟二人遇到人造人拉斯後，情節開始完全進入原創：
- 在拉斯被人造人帶走後，被逐出師門；之後隨愛德為伊茲米前往但丁居所取藥，但被合成獸擄去。在「惡魔之巢」被攻陷後，與合成獸馬蒂一同被格利特放走。
- 格利特死後兄弟與雲尼繼續旅程，目睹麗比雅等村民死於化石病。從火車救出貧民窟少年後到奇修亞外貧民窟，向斯卡之兄的師傅打聽斯卡下落。與雲尼分開後二人在東南部小鎮重遇馬蒂，得悉伊修巴爾內亂的真正起因，在伊修巴爾廢墟被東臨的馬斯丹召集前往軍部。
- 在愛德潛入利奧爾後，作為人質留在軍部，獲馬蒂告知大總統的人造人身分及進攻利奧爾的計劃，並親歷馬蒂被大總統殺死的一幕。之後收到愛德華的密信潛入利奧爾，遇上對戰中的斯卡和金布里，結果被金布里在死前鍊成炸彈。斯卡為救艾爾不惜犧牲右手與他結合，並在臨死前觸發了里奧爾的鍊成陣，用七千軍人生命將阿爾鍊成賢者之石，在和愛德觸碰後激發賢者之石反應，喚醒見到「門」的記憶，此後同樣可以不畫陣鍊成。
- 之後兄弟叛出軍隊被大總統通緝，回利正布爾遇到馬斯丹率部下捉拿，打鬥過後告訴對方大總統和秘書官是人造人。在馬斯丹掩護下跟愛德到南部，卻被修·塔克引誘到兵工廠地下室，想利用他鍊成妮娜，但最終仍無法固定靈魂。曾一度被斯烏洛斯脅持，在愛德打倒對方後，被假扮雲尼的恩維擄至但丁的地下都市。
- 被但丁困在能活化賢者之石的鍊成陣中，幾乎被桂杜尼吃掉；愛德從「門」後回來阻止時亦被恩維所殺。之後以自身賢者之石為代價，將愛德的肉體和靈魂復活；而愛德又以自身和過去四年時光為代價，換回阿爾的肉體。回來的艾爾回復十歲形貌，並失去人體鍊成後四年記憶，但一心想找回愛德，在伊茲米門下修行鍊金術。

在劇場版中的主要情節如下：
- 打扮成愛德的穿著，在伊茲米病逝後不斷旅行搜尋愛德。在利奧爾為阻止來自現實世界的鎧甲人員，發動鍊金術轉移部分靈魂到鎧甲上，之後因為愛德在現實世界發動鍊成陣，召回了附著艾爾靈魂的鎧甲，與愛德一同逃出「杜利協會」的地下基地。
- 與愛德短暫對話後希望帶回兄長，於是隨拉斯到中央市的地下都市，在拉斯犧牲自己引誘桂杜尼到鍊成陣中心後，把二者作為材料打開了「門」，同時現實世界賀恩漢亦犧牲自己打開了「門」，形成了兩個世界的通道。
- 艾爾終於與愛德重逢，但發現自己惹來了「杜利協會」大軍，把中央市打成一片廢墟，在愛德激勵下，二人一同衝入奕卡特旗艦把她打敗。愛德為了破壞現實世界的「門」堅持回去，艾爾不捨之下藏在鎧甲尾隨而來，臨行前拜託馬斯丹破壞鍊金術世界一邊的「門」，到達現實世界的艾爾失去鍊金術能力，但恢復所有記憶。
- 兄弟二人於是合力破壞現實世界一端的「門」。在出席艾爾凡斯·海德利希葬禮後，二人再次踏上旅程，以尋回從鍊金術世界運送過來的鈾炸彈。